# 祖細胞
祖細胞又稱前驅細胞，是一類與幹細胞相似，具有分化為特定類型細胞的潛能與傾向的細胞。不過，祖細胞比幹細胞更具特異性，其全能性要再低一些，且已被推進到只能向一些「目標細胞」分化。祖細胞和幹細胞之間的最大區別在於，幹細胞能無限複製，而祖細胞只能進行有限次數的複製。目前，學界關於祖細胞的定義仍有一定爭議。

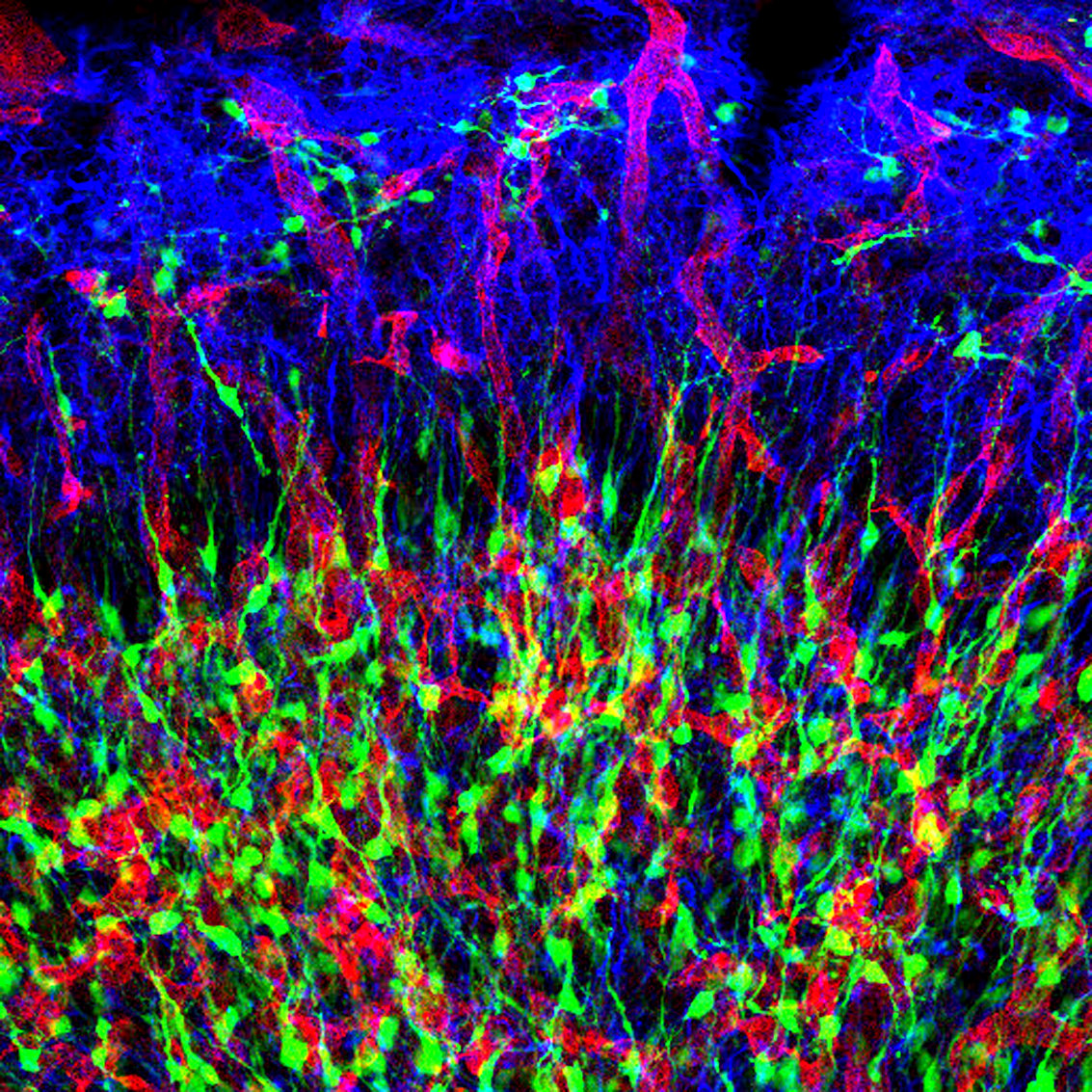
嗅球中的神經祖細胞（綠色）和星形膠質細胞（藍色）

有時，一些研究人員會將「祖細胞」（progenitor cell）與「幹細胞」（stem cell）兩詞混用。